# Rage Against the Machine (musikalbum)
Rage Against the Machine är musikgruppen Rage Against the Machines debutalbum, utgivet 3 november 1992 och inspelad på Sound City Studios i Los Angeles. Från början var skivan en demo med 12 spår som släpptes i 5 000 exemplar. Två av låtarna kom aldrig att släppas officiellt och det slutgiltiga albumet lanserades med 10 spår. Omslagsbilden föreställer den vietnamesiske munken Thích Quảng Đứcs självbränning 11 juni 1963. 
Albumet blev som bäst 45:a på Billboard 200.

## Låtlista
1. "Bombtrack" - 4:05
2. "Killing in the Name" - 5:14
3. "Take the Power Back" - 5:37
4. "Settle for Nothing" - 4:48
5. "Bullet in the Head" - 5:10
6. "Know Your Enemy" - 4:56
7. "Wake Up" - 6:04
8. "Fistful of Steel" - 5:31
9. "Township Rebellion" - 5:24
10. "Freedom" - 6:07

## Singlar
- Killing in the Name - 1993
- Freedom - 1994
- Bombtrack - 1994
- Bullet in the Head - 1994